# Egle Becchi
Egle Becchi (Trieste, 21 maggio 1930 – Milano, 3 gennaio 2022) è stata una pedagogista e storica italiana dell'infanzia.

## Biografia
Nata a Trieste, si laurea all'Università degli Studi di Milano sotto la supervisione di Antonio Banfi, con una tesi sulla filosofia di Cassirer. Presso lo stesso ateneo, lavora come assistente di Pedagogia e, successivamente, insegna come professore incaricato. Diventa professore ordinario di prima fascia nel 1972 e svolge la propria attività di docenza presso le Università di Ferrara e Pavia, dove tenne corsi di Pedagogia generale e sociale e di Storia della pedagogia fino al 2005.

## Contributi scientifici
Nel 1961 pubblica la sua prima opera sulla pedagogia della Gestalt, avviando un percorso di studio dove la coniugazione fra sapere dell’educare e scienze antropiche è al centro della riflessione, con particolare interesse per approcci sperimentali. Di questi analizza gli aspetti metodologici, le implicazioni valutative, operando sovente una verifica empirica. Da tale prospettiva ha istituito a luoghi elettivi della sua ricerca l'asilo nido e la scuola dell'infanzia.
L'attenzione e il lavoro nelle istituzioni pubbliche prescolari motiva i suoi studi sulla figura del bambino non solo nell'attualità, ma anche nella sua storia. In quest'area di ricerca Egle Becchi ha saputo indirizzare - non solo in Italia - il lavoro di molti studiosi, contribuendo a sondare un campo originale di studio quale la storia dell'infanzia, avviando e guidando lavori di ricostruzione diacronica, dove l'indagine è stata condotta anche con partner singoli o con  gruppi, impegnandosi a mettere a punto termini originali, dotati di valenza euristica storiografica, quale il costrutto di “cultura dell'infanzia”.
Emerita dell'Università di  Pavia, ha avuto la medaglia d'oro quale benemerita della scuola, della cultura e dell'arte.
Va ricordata l'attività di ricerca e di insegnamento svolta da Egle Becchi anche all'estero, specie in ambito europeo, in qualità di rappresentante dell'Italia per il Conseil de l'Europe (1973-1977) nella elaborazione del Thesaurus dei concetti pedagogici; come responsabile per l'Italia dello IEA pre-primary (1997 – 2001); come Gastprofessor presso l'Università di Siegen (2001).

## Opere
- La pedagogia della 'Gestalt', La Nuova Italia, 1961
- (a cura di) Il bambino sociale. Privatizzazione e deprivatizzazione dell'infanzia, Feltrinelli, 1979
- (con B. Vertecchi, a cura di), Manuale critico della sperimentazione e della ricerca educativa, FrancoAngeli, 1983
- (a cura di), Storia dell'educazione, La Nuova Italia, 1987
- (a cura di), I bambini nella storia, Laterza, 1994
- (a cura di), Manuale della scuola del bambino dai tre ai sei anni, Franco Angeli, 1995
- (con D. Julia, a cura di), Storia dell'infanzia, Laterza, 1996, coedizione francese e traduzione cinese)
- Sperimentare nella scuola. Storia, problemi, prospettive, La Nuova Italia, 1997
- (con A. Bondioli, a cura di, Valutare e valutarsi nelle scuole dell'infanzia del Comune di  Pistoia. Un modello di formazione degli insegnanti, Edizioni Junior, 1997
- (con A. Semeraro, a cura di), Archivi d’infanzia. Per una storiografia della prima età, La Nuova Italia, 2001
- (con M. Ferrari), Cultura per l'infanzia e cultura dell'infanzia: analisi di due casi", Annali di Storia dell'educazione e delle istituzioni scolastiche, XIV, 2007, pp. 177–122.
- Una pedagogia del buon gusto. Esperienze e progetti dei servizi per l’infanzia del comune di Pistoia, FrancoAngeli, 2010
- Maschietti e bambine. Tre storie con figure, ETS, 2011